# Денят на свободата – Лайбах в Северна Корея
„Денят на свободата – Лайбах в Северна Корея“ (на английски: Liberation Day) е норвежко-латвийски документален филм на режисьорите Мортен Траавик и Угис Олте от 2016 г.
Филмът представя бившата югославска, настояща словенска индъстриъл група „Лайбах“ по време на първия рок концерт организиран някога в Северна Корея.
Премиерата му е на 19 ноември 2016 г. в Нидерландия. За първи път е прожектиран в България на 17 март 2017 г. по време на XXI Международен София Филм Фест.